# 大宮 - つくば・土浦線

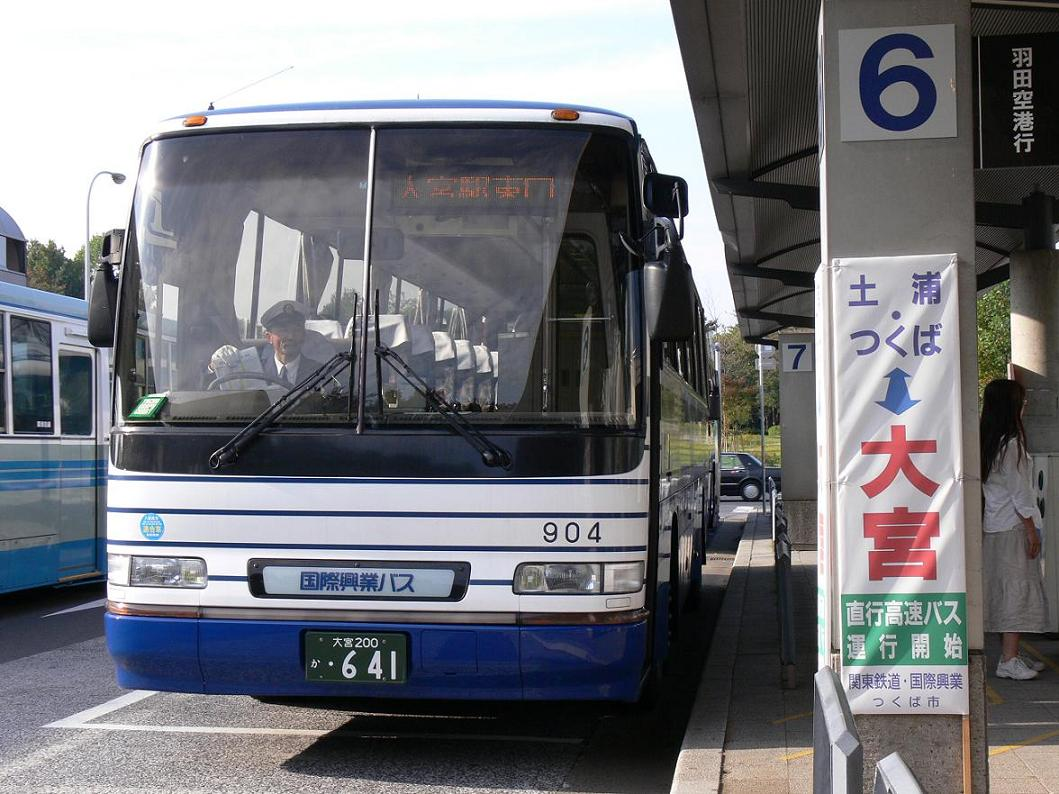
つくばセンターにて

大宮 - つくば・土浦線（おおみや - つくば・つちうらせん）とは、かつて大宮駅東口 - つくばセンター・土浦駅東口間を首都高速埼玉新都心線・埼玉大宮線・東京外環自動車道・常磐自動車道経由で国際興業バス・関東鉄道が運行していた高速バス路線。
関東鉄道側では、土浦・つくば - 大宮線と呼ばれた。

## 概要
2005年8月に首都圏新都市鉄道つくばエクスプレス（以下TX）が開業し、対東京以外の路線としてJRバス関東は、同年12月に「さいたま・つくば号」を開設した。運行回数は1日8往復であった。乗客数は伸び悩み、2006年3月に廃止された。JRバス関東が「ONライナー号」で大宮駅・さいたま新都心への乗り入れ実績がありターミナルも確保していたため単独運行であった。
当路線は、その後始発を土浦駅として、ほぼ同じ経路にて国際興業と関東鉄道が共同で新設した路線であった。「さいたま・つくば号」同様、大宮での新幹線接続などを売り物にしている他、さいたま・つくば号より運賃を安く設定し、運行回数もさいたま・つくば号より多い1日12往復（両社6往復ずつ）であった。土浦・つくば側のつくば市内の停留所はつくば号と同一であった（つくばセンターは6番乗り場を利用していた）。
しかし、こちらも利用は伸び悩み、利用率低下などを理由に2008年2月15日の運行をもって廃止された。

## 運行会社
- 国際興業バス（戸田営業所）
- 関東鉄道（土浦営業所）

## 運行経路
- 大宮駅東口
- 上落合九丁目 - さいたまスーパーアリーナ徒歩10分

（新都心西出入口）
（首都高速埼玉新都心線）
（与野JCT）
（埼玉大宮線）
（美女木JCT）
（東京外環自動車道）
（三郷JCT）
（常磐自動車道）
（桜土浦IC）
- 下広岡
- 並木大橋
- 並木二丁目
- 並木一丁目
- 千現一丁目
- 千現二丁目
- つくばセンター（つくば駅）
- 土浦駅東口

## 歴史
- 2006年10月1日 - 大宮 - つくば・土浦線開業。
- 2008年2月15日 - 同日の運行をもって廃止。回数券・筑波山フリーきっぷの払戻受付を、同年5月31日まで受け付けていた。